# Taifun Fengshen
Taifun Fengshen war ein Taifun in der Pazifischen Taifunsaison 2008.

## Meteorologische Geschichte und Auswirkungen

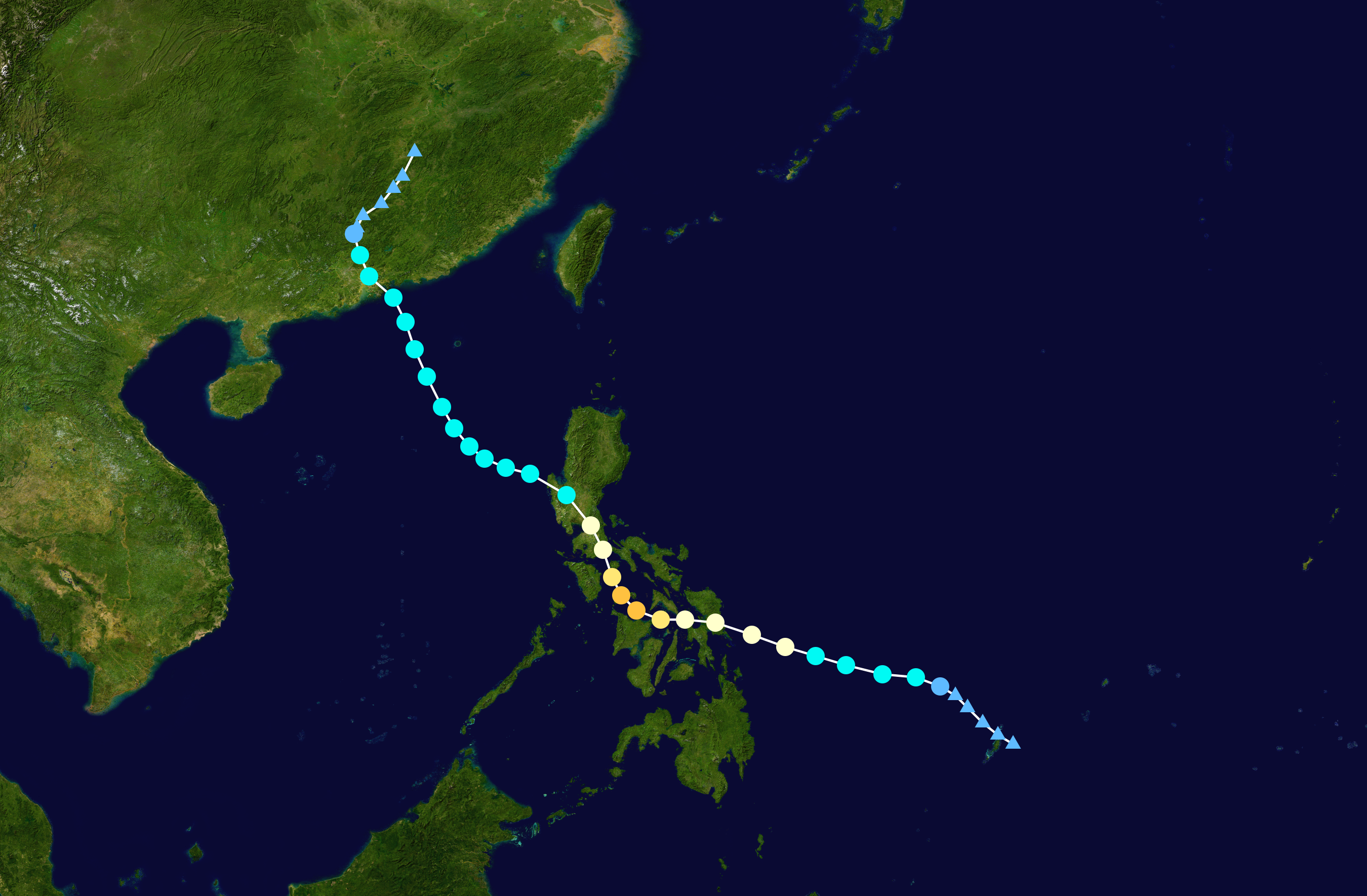
Weg des Taifuns

Am 16. Juni bildete sich östlich von Mindanao ein Tiefdruckgebiet, das zwei Tage später tropische Eigenschaften entwickelte und durch die PAGASA den Namen Frank erhielt. Etwa zum selben Zeitpunkt nahm auch die JMA die Ausgabe von Sturmwarnungen zu dem System auf, und das Joint Typhoon Waring Center begann das System 07W zu beobachten. Am 18. Juni hatte sich das Tiefdruckgebiet so weit verstärkt, dass die JMA das System als Tropischen Sturm Fengshen klassifizierte. Der Name Fengshen (chinesisch: 风神) wurde von der Volksrepublik China vorgeschlagen und steht für Gott des Windes. Fengshen war der sechste tropische Wirbelsturm, der 2008 die Philippinen erreichte. Am 19. Juni wurde Fengshen nach einer zuvor raschen Intensivierung zunächst zum schweren tropischen Sturm und schließlich zum Taifun erklärt. War anfänglich noch prognostiziert worden, dass der Sturm vor Erreichen der Philippinen nach Nordosten abdrehen würde, setzte er seinen Weg nach Nordwesten fort. Er zog über Samar und den Golf von Leyte hinweg, drehte aber vor Erreichen von Mindoro aufgrund des schwächer werdenden Hochdruckgebietes im Norden der Philippinen auf die Metropolregion Manila zu und überquerte am 22. Juni Luzon.
Durch Sturzfluten und Erdrutsche – aufgrund der Starkregenfälle – wurden auf den Philippinen mehr als 160 Personen getötet, weitaus mehr Menschen kamen jedoch beim Untergang der MS Princess of the Stars um. Die Fähre lief in der Nähe von Sibuyan auf Grund und kenterte. An Bord der Fähre waren rund 860 Menschen, von denen nur 56 lebend gerettet werden konnten. In Anbetracht der Tatsache, dass zu diesem Zeitpunkt für Manila immer noch das Sturmsignal Nummer 1 ausgelöst war, warf die Präsidentin der Philippinen, Gloria Macapagal-Arroyo, die Frage auf, „Warum wurde dem Schiff erlaubt, in See zu stechen, und warum gab es keine weitreichende Warnung?“ und verlangte Aufklärung.
In den beiden folgenden Tagen setzte Fengshen seinen Weg durch das Südchinesische Meer in nordwestlicher Richtung fort. Dabei schwächte sich der Sturm ab und die JMA stufte Fengshen zum tropischen Sturm herab. Am 25. Juni um 4:00 Uhr China Standard Time lag das Sturmzentrum 15 km östlich des Hong Kong Observatorys. Dieses hatte das Signal Nummer Acht aufgezogen, da Fengshen zu diesem Zeitpunkt immer noch die Stärke eines schweren tropischen Sturmes erreichte. Bei Shenzhen in Guangdong gelangte das System über Land. Dort schwenkte das System auf eine nördliche Richtung und verlor rapide an Stärke.